# Комиссия по правам человека (Филиппины)
Комиссия по правам человека (таг. Komisyon ng Karapatang Pantao) — филиппинская независимая правозащитная организация, образованная в 1987 году. Осуществляет государственную политику в области защиты прав человека в стране. Полномочия организации установлены действующей Конституцией Филиппин.
Основатель и первый председатель — Хосе Райт Диокно.
В настоящее время главой ведомства является Хосе Гаскон (с 16 июля 2015 года).